# Get Cape. Wear Cape. Fly
Get Cape. Wear Cape. Fly is de band van Sam Duckworth (30 januari 1986). De bandnaam wordt vaak afgekort tot Get Cape of GCWCF. Deze vaak geroemde naam is te danken aan een titel die stond te lezen boven de oplossing van een Batmanspel uit het ZM Spectrum magazine.

## Algemene informatie
Sam Duckworth heeft Birmese roots maar is geboren en opgegroeid in Southend-on-Sea, Essex in Engeland. Hij is een aanhanger van Fair Trade, Love Music Hate Racism en houdt van veel verschillende muziekgenres. Met 'Get Cape. Wear Cape. Fly' maakt hij vooral indie, pop, folktronica muziek met vaak maatschappijkritische teksten. Live wordt hij vaak bijgestaan door Mike Glenister (cornet), Andy Theakstone (drums), Gavin Fitzjohn (trompet, saxofoon) en Jamie Allen (bas). Soms redt hij zichzelf ook met een doodgewone laptop en een akoestische gitaar tijdens liveoptredens.
Sam stond als 'Get Cape. Wear Cape. Fly' reeds in het voorprogramma van onder andere The Kooks, The Flaming Lips, OK Go, Funeral For A Friend, The Magic Numbers en Feeder. In januari 2007 werd hij door het Engelse muziekmagazine NME genomineerd als beste solo-artiest, waarin hij tegenover Lily Allen, Thom Yorke, Jarvis Cocker en de uiteindelijke winnaar Jamie T stond.

## Albums
| Album                                 | Release | Label            |
| ------------------------------------- | ------- | ---------------- |
| The Chronicles Of A Bohemian Teenager | 2006    | Atlantic Records |
| Searching For The Hows And Whys       | 2008    | Atlantic Records |

## Singles

### The Chronicles Of A Bohemian Teenager
| Single                                       | Release | Label            |
| -------------------------------------------- | ------- | ---------------- |
| Call Me Ishmael                              | 2006    | Atlantic Records |
| Chronicles Of A Bohemian Teenager (Part One) | 2006    | Atlantic Records |
| War Of The Worlds                            | 2006    | Atlantic Records |

### Searching For The Hows And Whys
| Single           | Release | Label            |
| ---------------- | ------- | ---------------- |
| Find The Time    | 2008    | Atlantic Records |
| Keep Singing Out | 2008    | Atlantic Records |